# P-61 Black Widow
Northrop P-61 Black Widow a fost primul avion de vânătoare de noapte american în cel de Al Doilea Război Mondial proiectat special pentru rol de interceptare pe timp de noapte folosind radar.

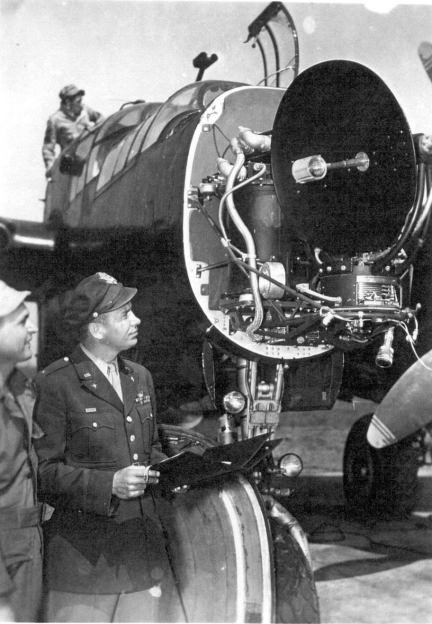
Radarul unui P-61

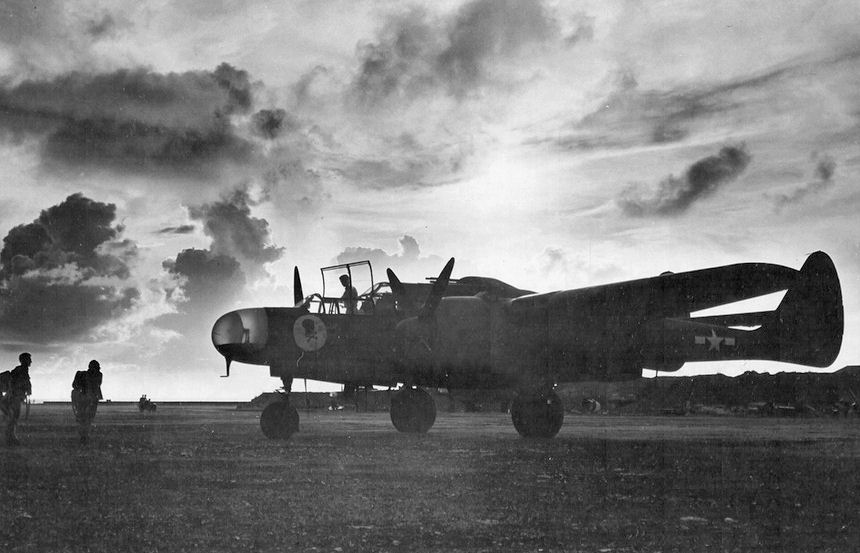
P-61A-1-NO Black Widow 42-5524, Escadrila de noapte nr.6 înaintea unui raid asupra insulelor Mariane, Septembrie 1944